# 非布司他
非布司他（INN：febuxostat）是一种黄嘌呤氧化酶抑制药，能抑制次黄嘌呤转化为黄嘌呤以及黄嘌呤转化为尿酸，用于治疗伴痛风的高尿酸血症患者。
非布司他所針對的痛風基本因尿酸水平过高而引起。該藥物通過抑制黄嘌呤氧化酶，从而减少体内尿酸的产生。該藥的給藥途徑為口服。該藥常见的副作用包括肝脏出現问题、恶心、关节痛和皮疹等症狀。妊娠或哺乳期婦女不建议服用該藥物。
非布司他于2008年和2009年分别在欧盟和美国被批准用于医疗用途。2019年，该藥的仿制藥被監管部門批准，2020年起正式上市 。